# Propeller Arena
Propeller Arena: Aviation Battle Championship é um jogo para o sistema Dreamcast. Ele foi desenvolvido pela Sega-AM2, uma divisão da Sega, e completado, mas nunca oficialmente lançado. A principal razão foi provavelmente o atentado terrorista do 11 de Setembro de 2001, que tinha notável semelhança visual com uma das fases do jogo. Além disto, com o fracasso comercial do Dreamcast, parecia duvidoso para a Sega que o lançamento do jogo traria algum lucro.
Posteriormente, uma cópia de testes do jogo foi "vazada" para a internet, e pode ser encontrada com certa facilidade em serviços de BitTorrent.